# 546e Grenadierdivisie
De 546e Grenadierdivisie (Duits: 546. Grenadier-Division) was een Duitse infanteriedivisie tijdens de Tweede Wereldoorlog. 

## Geschiedenis
De divisie werd opgericht als zogenaamde Sperrdivisie op 7 juli 1944 op Oefenterrein Döllersheim in Wehrkreis XVII als onderdeel van de 29. Welle. Op 19 juli 1944 werd de divisie omgedoopt tot 45e Grenadierdivisie.

## Commandanten
| Rang         | Naam           | Begin        | Eind         |
| ------------ | -------------- | ------------ | ------------ |
| Generalmajor | Richard Daniel | 15 juli 1944 | 19 juli 1944 |

## Samenstelling
- Grenadier-Regiment 1088
- Grenadier-Regiment 1089
- Grenadier-Regiment 1090
- Artillerie-Regiment 1546
- Divisie-eenheden 1546, deels ook 546